# 埃里希·休克尔

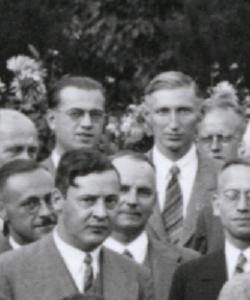
1935年一次物理学会议中的休克尔（左前）

埃里希·阿曼德·亚瑟·约瑟夫·休克尔（1896年8月9日—1980年2月16日），德国物理学家和物理化学家。他的主要成就有两项：
- 电解质溶液的德拜–休克尔理论
- π电子体系分子轨道近似计算的休克尔方法

## 生平
休克尔生于柏林市郊的夏洛滕堡。他于1914年至1921年间在哥廷根大学学习物理和数学。
获得博士学位之后，他在哥廷根大学担任助手，但不久后就在苏黎世成为了彼得·德拜的一位助手。正是在那里，他于1923年与德拜提出了他们的电解质溶液理论（德拜–休克尔理论），通过考虑离子间的作用力来说明强电解质溶液的性质，以解释他们所引入的电解质溶液的电导率和热力学的活度系数。
他1928年和1928年在英国和丹麦度过。与尼尔斯·玻尔一起工作了一段时间后，休克尔成为斯图加特大学（当时称为Technische Hochschule，理工大学的意思）。1935年，他搬到了马尔堡的菲利普斯大学，在那里他于1960年被任命为正教授，虽然那只是在退休之前一年。他是国际量子分子科学院院士。

## 不饱和有机分子的理论
休克尔因为简化了处理平面不饱和有机分子的量子力学方法而闻名。1930年，他提出了一种σ/π分离理论来解释烯烃的碳碳双键无法自由旋转。1929年，这个模型经扩展之后被兰纳-琼斯用于解释三线态氧。根据休克尔的理论，乙烯中只有σ键与C-C连线轴向对称，π键则不是，这限制了C=C键的旋转。1931年，他推广了他的分析方法，系统地阐述了价键理论和分子轨道理论对苯和其他环状共轭烃的描述。尽管这是有机化学不可否认的里程碑，他的理论在二十年内都没有得到广泛承认。他缺乏交流沟通的能力对此有一定影响。判断平面环烯烃是否具有芳香性的休克尔4n+2规则十分有名，但它最早是由威廉·冯·艾格斯多林在1951年一篇关于环庚三烯酚酮的论文中明确介绍的。迈克尔·詹姆斯·斯图尔特·杜瓦已于1945年发现环庚三烯酚酮具有芳香性。
1936年，休克尔发展了π共轭双自由基（非凯库勒分子）的理论。第一个例子Schlenk-Brauns烃于同年发现。解释这样的双自由基的成就通常归功于克里斯托弗·龙格–希金斯，而他提出理论是在1950年。
1937年，休克尔完善了关于不饱和有机分子中π电子的分子轨道理论。这在今天仍然在有些情况下用作近似处理，尽管1953年提出的PPP方法（π自洽场方法）更为精确。扩展休克尔方法对σ电子和π电子都适用，起源于1962年威廉·利普斯科姆和罗德·霍夫曼关于非平面分子的研究。

## 扩展阅读
- E. Hückel. . Zeitschrift für Physik. 1930-07-01, 60 (7-8): 423–456  [2018-04-02]. ISSN 0044-3328. doi:10.1007/bf01341254. （原始内容存档于2017-03-30） （德语）. ('Quantum theory of double linkings.')
- Erich Hückel. . Zeitschrift für Physik. 1931-03-01, 70 (3-4): 204–286  [2018-04-02]. ISSN 0044-3328. doi:10.1007/bf01339530. （原始内容存档于2019-11-05） （德语）.
- E. Hückel, 'Quantum-theoretical contributions to the benzene problem. I. The electron configuration of benzene and related compounds' Z. Physik, 1931, 70, 204–86 and 'Quantum theoretical contributions to the problem of aromatic and non-saturated compounds' 1932, 76, 628
- E. Hückel, The theory of unsaturated and aromatic compounds, Z. Elektrochem.Angew. Physik. Chem., 1937, 42, 752 and 827.
- E. Hückel, 'Theory of the magnetism of so-called biradicals', Z. Physik. Chem., 1936, B34, 339.
- R. Pariser, R. G. Parr, 'A semi-empirical theory of the electronic spectra and electronic structure of complex unsaturated molecules.', J. Chem. Phys., 1953, 21, 466–71; J. A. Pople, 'Electron interaction in unsaturated hydrocarbons.' Trans. Faraday Soc., 1953, 49, 1375–85.
- R. Hoffmann, W. N. Lipscomb, 'Theory of polyhedral molecules. I. Physical factorizations of the secular equation.', J. Chem. Phys. 1962, 36 2179–89.
- E. Hückel, Ein Gelehrtenleben: Ernst u. Satire (1975 ISBN 3-527-25636-9).
- A. Karachalios, Erich Hückel (1896 –1980): From Physics to Quantum Chemistry (Springer, 2010 ISBN 978-90-481-3559-2).